# Kunstpreis der Stadt Graz
Der Kunstpreis der Stadt Graz wird seit 1986 alle zwei Jahre in Würdigung und Anerkennung des künstlerischen Gesamtschaffens auf dem Gebiet der bildenden Kunst an einen bildenden Künstler bzw. eine bildende Künstlerin vergeben.
Der Preis wird nicht ausgeschrieben, sondern von einer Jury vergeben, die aus fünf Jurymitgliedern sowie dem letztjährigen Kunstpreisträger besteht. Der Kunstpreis ist mit 14.500 Euro dotiert. 

## Preisträger
- 1986: Günter Brus
- 1988: Richard Kriesche
- 1990: Werner Schmeiser
- 1992: Hartmut Skerbisch
- 1994: Michael Schuster
- 1996: Jörg Schlick
- 1998: Intro Graz Spection
- 2000: Michael Kienzer
- 2002: Werner Reiterer
- 2004: Erwin Wurm
- 2008: Sonja Gangl
- 2010: G.R.A.M.
- 2012: Fritz Panzer
- 2014: Klaus Mosettig
- 2016: Wolfgang Buchner
- 2018: Azra Akšamija
- 2020: Ruth Anderwald und Leonhard Grond